# Mike Gascoyne
Michael "Mike" Gascoyne (Norwich, 2 de abril de 1963) é um designer de carros de Fórmula 1.
Gascoyne já trabalhou para várias equipes de Fórmula 1 incluindo McLaren, Sauber, Tyrrell, Jordan, Benetton, Renault, Toyota, Spyker, Force India, e em setembro de 2009 com a entrada confirmado pela FIA de uma equipe administrada pelos acionistas Tony Fernandes, Din Kamarudin e SM Nasarudin, Gascoyne foi confirmado como diretor técnico da então Lotus Racing, que posteriormente se tornaria a Caterham F1 Team.